# Paul Verhoeven
Paul Verhoeven (ur. 18 lipca 1938 w Amsterdamie) – holenderski reżyser i scenarzysta filmowy. 

## Życiorys

### Wczesne lata
Urodził się w Amsterdamie jako syn Nel van Schaardenburg, która zajmowała się kapelusznictwem, i Willema „Wima” Hendrika Verhoevena, nauczyciela. W 1943 wraz z rodziną przeprowadził się do Hagi, gdzie mieściła się niemiecka siedziba w Holandii w okresie II wojny światowej. Dom Verhoevena znajdował się w pobliżu niemieckiej bazy wojskowej z wyrzutniami rakiet V1 i V2, która była wielokrotnie bombardowana przez siły alianckie. Dom ich sąsiadów został trafiony, a rodzice Verhoevena omal nie zginęli, gdy na skrzyżowaniu ulic spadły bomby. Z tego okresu, jak wspominał w wywiadach Verhoeven, pamięta obrazy przemocy, płonących domów, trupów na ulicy i ciągłego niebezpieczeństwa. Jako małe dziecko przeżywał wojnę jako ekscytującą przygodę i porównuje się z postacią Billa Rowana z filmu Nadzieja i chwała (1987). Uczęszczał do publicznej szkoły średniej Gymnasium Haganum w Hadze. Później, począwszy od 1955, studiował na Uniwersytecie w Lejdzie na wydziałach matematyki i fizyki. Ukończył studia doktoranckie z podwójnym kierunkiem, z matematyki i fizyki. 

### Kariera
Po opuszczeniu uczelni wstąpił do Królewskiej Marynarki, gdzie otrzymał polecenie zrealizowania kilku dokumentów dla potrzeb wojska, w tym Één hagedis teveel (1960), a później telewizji - Het Korps Mariniers (1965).
W 1969 wyreżyserował serial Floris, który okazał się dużym sukcesem. Serial ten był również debiutem aktora Rutgera Hauera, który pojawił się później w wielu filmach Verhoevena.
W 1971 kinowy debiut reżysera Biznes to biznes przeszedł bez echa. Dopiero jego drugi obraz, Tureckie owoce (1973), przyniósł mu popularność i nominację do Oscara dla najlepszego filmu nieanglojęzycznego.
Kiedy jego filmy stały się znane na świecie (Żołnierz Orański, Czwarty człowiek), Verhoeven przeniósł się do USA, gdzie w 1985 nakręcił pierwszy film w Hollywood pt. Ciało i krew. Światowy rozgłos zyskał erotycznym thrillerem Nagi instynkt (1992) z Sharon Stone i Michaelem Douglasem. Jego pozycję w Ameryce potwierdziły także takie wcześniejsze obrazy jak RoboCop (1987) i Pamięć absolutna (1990).
Następnym filmem Verhoevena była słabo przyjęta, oceniana przez NC-17 Showgirls (1995), o striptizerce z Las Vegas, która próbuje zrobić karierę jako tancerka. Film zdobył siedem nagród Złotej Maliny, w tym najgorszy film i najgorszy reżyser; Verhoeven został pierwszym reżyserem, który osobiście odebrał nagrodę. Potem film odniósł sukces na rynku domowych nagrań wideo, generując ponad 100 mln dolarów z wypożyczeń wideo i stał się jednym z 20 największych bestsellerów wszech czasów MGM.
Zasiadał w jury konkursu głównego na 64. MFF w Wenecji (2007). Był przewodniczącym analogicznego jury na 67. MFF w Berlinie (2017). 1 kwietnia 2010 wydał książkę pt. Jezus z Nazaretu.
W kwietniu 2017 ogłosił prace nad nowym filmem francuskojęzycznym Benedetta, biografii zakonnicy Benedetty Carlini z Virginie Efirą i Charlotte Rampling w rolach głównych, do którego zdjęcia rozpoczęły się w sierpniu tego samego roku. Obraz miał swoją premierę w konkursie głównym na 74. MFF w Cannes w 2021.

## Życie prywatne
7 kwietnia 1967 poślubił Martine Tours, z którą ma dwie córki, Claudię (ur. 1972) i Helen (ur. 1974).

## Filmografia
| Rok  | Tytuł                                                                | Reżyser | Scenarzysta |
| ---- | -------------------------------------------------------------------- | ------- | ----------- |
| 1960 | Een Hagedis teveel (film krótkometrażowy)                            | T       |             |
| 1961 | Nic specjalnego (Niets bijzonders, film krótkometrażowy)             | T       |             |
| 1962 | De lifters (film krótkometrażowy)                                    | T       |             |
| 1963 | Urządźmy zabawę! (Feest!, film krótkometrażowy)                      | T       |             |
| 1965 | Het Korps Mariniers (dokumentalny film krótkometrażowy)              | T       |             |
| 1969 | Floris (serial telewizyjny)                                          | T       |             |
| 1970 | Portret van Anton Adriaan Mussert (telewizyjny film dokumentalny)    | T       |             |
| 1971 | Biznes to biznes (Wat zien ik!?)                                     | T       |             |
| 1971 | Zapaśnik (De Worstelaar, film krótkometrażowy)                       | T       | T           |
| 1973 | Tureckie owoce (Turks fruit)                                         | T       |             |
| 1975 | Namiętność Kate (Keetje Tippel)                                      | T       |             |
| 1977 | Żołnierz Orański (Soldaat van Oranje)                                | T       | T           |
| 1980 | Ślepy traf (Spetters)                                                | T       |             |
| 1981 | Wszystko minęło (Voorbij, voorbij, TV)                               | T       |             |
| 1983 | Czwarty człowiek (De Vierde man)                                     | T       |             |
| 1985 | Ciało i krew (Flesh & Blood)                                         | T       | T           |
| 1986 | Autostopowicz (The Hitchhiker, serial telewizyjny) - odc. Last Scene | T       |             |
| 1987 | RoboCop                                                              | T       |             |
| 1990 | Pamięć absolutna (Total Recall)                                      | T       |             |
| 1992 | Nagi instynkt (Basic Instinct)                                       | T       |             |
| 1995 | Showgirls                                                            | T       |             |
| 1997 | Żołnierze kosmosu (Starship Troopers)                                | T       |             |
| 2000 | Człowiek widmo (Hollow Man)                                          | T       |             |
| 2006 | Czarna księga (Zwartboek)                                            | T       | T           |
| 2012 | Steekspel (Tricked )                                                 | T       | T           |
| 2013 | Lotgenoten                                                           |         | T           |
| 2016 | Elle                                                                 | T       |             |
| 2021 | Benedetta                                                            | T       | T           |